# Бутфо, Натали
Натали́ Бутфо́ (фр. Nathalie Boutefeu, род. 1968) — французская актриса, писатель и кинорежиссёр.

## Биография
Уроженка Дижона, Натали Бутфо выросла в Париже, где она окончила курсы Симона для учеников средней школы. В это время, будучи студенткой, она встретила Матьё Амальрика. Затем она уехала в консерваторию в Страсбург, где училась с 1989 по 1992 год. Она начинает играть в театре; в кино Натали приходит в 1990-е годы.
Жером Боннель делает её своей любимой актрисой в четырёх художественных фильмах, в том числе картине «Светлые глаза», где Натали снялась в главной роли.
В 2012 году состоялась постановка первой пьесы Натали для театра, Un chien dans ma vie.
Натали состоит в фактическом браке с Эриком Готье, с которым она имеет двух дочерей.

## Награды и признание
- 2006 — Приз Сюзанны Бьянкетти, присуждаемый многообещающим молодым актрисам
- 2009 — награда за лучший сценарий Grand prix du meilleur scénariste[фр.] (GPMS) за фильм Des bonnes[6]
- 2013 — награда за лучшую женскую роль на фестивале фантастических фильмов в Монреале «FanTasia[фр.]» в фильме Антуана Барро[фр.] Les Gouffres[фр.][7]